# الهجمات الروسية على البنية التحتية الأوكرانية (2022–الحاضر)
خلال خريف وشتاء 2022-2023، شنت روسيا عددًا من الهجمات الصاروخية والطائرات المُسيرة بدون طيار ضد منشآت الطاقة في أوكرانيا في خضم غزوها. استهدفت الهجمات مناطق مدنية خارج ساحة المعركة، ما يُعتبر جريمة حرب. وفقًا لمسؤولين عسكريين، بحلول نهاية عام 2023، أطلقت القوات الروسية نحو 7,400 صاروخًا على أوكرانيا وشنت 3,900 هجمة بطائرات مُسيرة بدون طيار.
في 10 أكتوبر 2022، هاجمت روسيا شبكة الكهرباء في جميع أنحاء أوكرانيا، بما في ذلك في كييف، بموجة هجمات من 84 صاروخ جوال و 24 طائرة انتحارية بدون طيار. ضربت موجات أخرى البنية التحتية الأوكرانية، ما أسفر عن مقتل الكثير وإصابتهم، وأثر بشكل خطير على توزيع الطاقة في جميع أنحاء أوكرانيا والدول المجاورة. وفقًا للرئيس الأوكراني فولوديمير زيلينسكي، بحلول 19 نوفمبر، أصبحت نحو نصف منشآت شبكة الكهرباء في البلاد خارج الخدمة، وكان 10 ملايين أوكراني دون كهرباء. بحلول منتصف ديسمبر، أطلقت روسيا أكثر من 1000 صاروخ وطائرة بدون طيار على شبكة الطاقة الأوكرانية. استهدفت عدة موجات كييف، بما في ذلك واحدة في 16 مايو 2023 اعترضت أوكرانيا فيها مسار ستة صواريخ من طراز كينجال.
كان حرمان الأوكرانيين عمدًا من الكهرباء والتدفئة خلال أشهر الشتاء الباردة أكبر هجوم تتعرض الدولة له منذ الحرب العالمية الثانية. تسببت الهجمات على محطات الطاقة بخسائر اقتصادية وعملية كبيرة في أوكرانيا. كانت الهجمات جزءًا من «العملية الاستراتيجية الروسية لتدمير الأهداف بالغة الأهمية» وقالت وزارة الدفاع البريطانية إن الديكتاتورية العسكرية تهدف إلى إحباط معنويات السكان وإرغام القيادة الأوكرانية على الاستسلام. يُعتبر هذا الهجوم فاشلًا على نطاق واسع.
أُدينت الهجمات دوليًا، ووصفتها المفوضية الأوروبية بأنها «بربرية» ووصفها الأمين العام لحلف الناتو ينس ستولتنبيرغ بأنها «مروعة وعشوائية». وصف الرئيس زيلينسكي الهجمات بأنها «شر مطلق» و «إرهاب».
وجهت المحكمة الجنائية الدولية لائحة اتهام إلى المسؤولين الروس سيرجي كوبيلاشاند وفيكتور سوكولوف بارتكاب جرائم حرب مرتبطة بهجمات على البنية التحتية المدنية.

## خلفية
في الأسابيع الأولى من الحرب، وبصرف النظر عن الجبهات العسكرية، قصفت روسيا البنية التحتية للمعلومات ومرافق تزويد الوقود في إطار من سوء التقييمات والاستعدادات والأخطاء الفادحة. في أواخر فبراير 2022، قدمت وزارة الدفاع الروسية تأكيدات بأن قواتها لا تستهدف المدن الأوكرانية، وادعت الوزارة أنه لم تكن هناك أي تهديدات على الإطلاق للسكان المدنيين. واصلت روسيا ضرب البنية التحتية الأوكرانية مثل السكك الحديدية ومستودعات الوقود والجسور، لإعاقة إيصال الأسلحة إلى خطوط القتال الأمامية. عزمت أوكرانيا على التخفيف من جهود التعطيل هذه من خلال استعادة الخدمات والبدائل اللامركزية كخدمات ستارلينك للإنترنت.
في 6 أكتوبر، أفاد الجيش الأوكراني أن القوات الروسية أطلقت 86 طائرة بدون طيار من طراز شاهد 136، وبين 30 سبتمبر و 6 أكتوبر، دمرت القوات الأوكرانية 24 من أصل 46 طائرة جرى إطلاقها خلال تلك الفترة.
وفقًا لمديرية المخابرات الرئيسية الأوكرانية، تلقت القوات الروسية أوامر من الكرملين بالتحضير لهجمات صاروخية ضخمة على البنية التحتية المدنية لأوكرانيا في 2 و 3 أكتوبر. في 8 أكتوبر، وقع انفجار في جسر القرم الذي يُعتبر مركزًا رئيسيًا وخطًا لوجستيًا عسكريًا بين روسيا والجبهات العسكرية الجنوبية. تعهدت روسيا بالرد.

## مخطط زمني للأحداث

### سبتمبر 2022
ضربت القوات الروسية سد كراتشون في ضواحي كريفي ريه بثمانية صواريخ جوالة في 14 سبتمبر، ما تسبب بتدمير البوابات والمعدات المائية الميكانيكية والرافعات والمباني الإدارية، وأسفر عن فيضان نهر اينهوليتس على ضفافه. قال محللون أن مثل هذه الهجمات تهدف إلى قمع مقاومة السكان الأوكرانيين، وغمرت المياه نحو 112 منزلًا وأُجريت عمليات إخلاء في اثنين من شواطئ المدينة من أجل الحد من الأضرار. توقعت المصادر الروسية تأثيرًا أكثر تدميرًا على المدينة.

### أكتوبر 2022

#### 10 أكتوبر
في 10 أكتوبر 2022، هاجمت روسيا أوكرانيا بموجة من 84 صاروخ كروز و 24 طائرة انتحارية بدون طيار. ضربت الصواريخ الروسية 14 منطقة في أوكرانيا، وكانت العاصمة كييف هي الأكثر استهدافًا. أُبلغ عن وقوع انفجارات في لفيف وتشرنوبيل وغيتومير في غرب أوكرانيا؛ ودنيبرو وكريمينتشوك في وسطها؛ وزابوريتشيا في جنوبها؛ واستهدفت القذائف منشآت الطاقة الرئيسية ومرافق القيادة العسكرية، ولكن الصواريخ أصابت مناطق مدنية كذلك، بما في ذلك جامعة وملعب للأطفال في كييف. قال وزير الطاقة الأوكراني غالوشينكو أن نحو 30% من البنية التحتية للطاقة في أوكرانيا تضررت بسبب الهجمات. أبلغت شركة أوكرينيرجو عن انقطاع إمدادات الطاقة في بعض المدن والبلدات.
أبلغ عمدة كييف، فيتالي كليتشكو عن وقوع عدة انفجارات في شيفتشينكيفسكي ومنطقة سولوميانسكي. قال مستشار رئيس وزارة الداخلية، أنطون هيراشينكو، أن أحد الصواريخ سقط بالقرب من النصب التذكاري لميخايلو هروشيفسكي. نحو الساعة 8:18 صباحًا بالتوقيت المحلي، أصاب صاروخ جسر كييف الزجاجي.
ألحقت الهجمات أضرارًا بالمباني الثقافية والتعليمية الأوكرانية، بما في ذلك جامعة تاراس شيفتشينكو الوطنية في كييف ومتحف خانينكو ومتحف تاراس شيفتشينكو الوطني وغيرها من المتاحف.